# Carmen Domínguez Vaz
Carmen Domínguez Vaz (5 de janeiro de 1951 - 6 de abril de 2021) foi uma pintora espanhola. As suas obras estão na Colección Afundación, no Museu Pontevedra, nos Conselhos Provinciais de Pontevedra e Lugo, na Pinacoteca de Granada, nas Câmaras Municipais de Baiona e A Coruña, no Museu do Desenho de Buenos Aires, no Casino Atlântico de Las Palmas e em várias colecções particulares.
Domínguez Vaz faleceu em Madrid em abril de 2021.